# Ranrike
Ranrike est l’ancien nom de la partie nord de l’actuelle province suédoise de Bohuslän. Ce nom pourrait venir de la déesse de la mer, Rán.